# Robert LeRoy
Robert LeRoy (Nova York, 7 de febrer de 1885 − Nova York, 8 de setembre de 1946) fou un tennista estatunidenc guanyador de dues medalles d'argent en els Jocs Olímpics de St. Louis de 1904.
Es casà amb la també tennista Grace Arnold Moore.

## Carrera esportiva
El 1904 aconseguí guanyar la final masculina individual del torneig de tennis de la National Collegiate Athletic Association, un fet que repetí el 1906. El 1907 fou finalista a l'Open dels Estats Units, on perdé la final davant el seu compatriota William Larned per 6−2, 6−2 i 6−4. Així mateix, va aconseguir guanyar el Masters de Cincinnati els anys 1907, 1908 i 1909 (també fou finalista el 1906).
Va participar, als 19 anys, als Jocs Olímpics d'Estiu de 1904 realitzats a Saint Louis (Estats Units), on va aconseguir guanyar la medalla de plata en la competició individual masculina al perdre la final olímpica davant el seu compatriota Beals Wright. En aquests mateixos Jocs participà en la competició de dobles masculins, fent parella amb Alphonzo Bell, amb el qual guanyà una nova medalla de plata.

## Torneigs de Grand Slam

### Individual: 1 (0−1)
| Resultat  | Núm. | Any  | Torneig                     | Oponent en la final | Marcador      |
| --------- | ---- | ---- | --------------------------- | ------------------- | ------------- |
| Finalista | 1.   | 1907 | U.S. National Championships | William Larned      | 2−6, 2−6, 4−6 |

## Jocs Olímpics

### Individual
| Any  | Campionat                                | Oponent      | Resultat |
| ---- | ---------------------------------------- | ------------ | -------- |
| 1904 | Jocs Olímpics, Saint Louis, Estats Units | Beals Wright | 3−6, 4−6 |

### Dobles
| Any  | Campionat                                | Parella       | Oponents                   | Resultat |
| ---- | ---------------------------------------- | ------------- | -------------------------- | -------- |
| 1904 | Jocs Olímpics, Saint Louis, Estats Units | Alphonzo Bell | Beals Wright Edgar Leonard | 4−6, 4−6 |